# Colli di Conegliano Refrontolo passito
Le Colli di Conegliano Refrontolo passito  est un vin italien rouge à base de raisins passerillé de la région de Vénétie doté d'une appellation DOC depuis le 3 août 1993. Seuls ont droit à la DOC les vins rouges récoltés à l'intérieur de l'aire de production définie par le décret.

## Aire de production
Les vignobles autorisés se situent rive gauche du Piave en  province de Trévise dans les communes de Cappella Maggiore, Cison di Valmarino, Colle Umberto, Conegliano, Cordignano, Farra di Soligo, Fregona, Follina, Miane, Pieve di Soligo, Refrontolo, Revine Lago, San Fior, San Pietro di Feletto, San Vendemiano, Sarmede, Susegana, Tarzo et Vittorio Veneto mais essentiellement près de Refrontolo. 
Voir aussi les articles  Colli di Conegliano Torchiato di Fregona, Colli di Conegliano bianco et Colli di Conegliano rosso.

## Caractéristiques organoleptiques
- couleur: rouge rubis intense.
- odeur: vineux, agréable, délicat, caractéristique
- saveur: doux, harmonieux, plein, parfois légèrement vif.
- légèrement pétillant

Le Colli di Conegliano Refrontolo passito se déguste à une température de  6 - 8 °C et se gardera 2 à 4 ans.

## Production
Province, saison, volume en hectolitres :
- Treviso  (1993/94)  15,0
- Treviso  (1994/95)  72,82
- Treviso  (1995/96)  100,87
- Treviso  (1996/97)  144,05